# フェルディナント・エクスレ
クリスチャン・フェルディナント・エクスレ (Christian Ferdinand Oechsle, 1774年12月26日 - 1852年3月17日) はドイツの機械工房所有者、金細工師、発明家。
ワイン醸造のときのブドウ果汁のt糖度を測定する方法を開発したことで最も有名。彼の名前にちなむエクスレスケール(エクスレ度によって分けられる)は現在でもドイツワイン、スイスワイン、ルクセンブルクワインの公式の分類として使われている。

## 経歴
エクスレはシュヴァルツヴァルトの北部、バイヤースブロンのブールバッハに、ガラス吹き職人のイスラエル・エクスレと妻のクリスティーナ・ユーディッタ・リープの息子として生まれた 。子どもの頃は学校へ通っていた。1780年代の終わり近くにエーリンゲン(バーデン＝ヴュルテンベルク州)の金細工職人と宝石細工人であった人に奉公に出され、いくつかの巡礼年に合わせてついていった。1800年にプフォルツハイムの宝石工場でキャビネット職人になった。
1810年にプフォルツハイムで機械工房を設立し、とりわけ精密なてこ秤や大学や研究所で用いる物理的及び静水圧機器や楽器を作っていました。1820年に バーデン大公国は彼を公式の金の検査人に任命した。1829年にはんだ付けのための安全な酸水素機器を開発し、この時期には蒸留酒も作っていた。
プフォルツハイムで亡くなった。享年77歳。

## 果汁秤

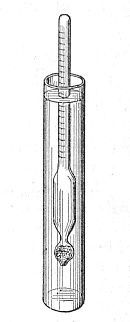
液体比重の法則を示す浮きばかり。この画像の液体比重計はエクスレが作成した金属のものより一般的なガラスのものである。

1820年代にエクスレは度ごとにスケールをかいた果汁秤（浮き秤）の最初の1枚の原稿を作った。彼はもし果汁の砂糖の量を測定することができれば、結果として得られるワインの発達をよりよく予想することができるであろうことに気が付いた。1830年代から1830年頃からエクスレの果汁秤は大量生産された。
本当はこのような果汁秤を発明したのはエクスレではない。違う人が作った違う型のものがそれより250年以上前から存在していた。彼がしたことは実用的に有用なスケールを秤に導入し、秤を大量生産したことである。
エクスレの浮き秤は金属、典型的なニッケルシルバーで作られた。また、浮きの中空は典型的な金メッキをした。
エクスレが秤の大量生産を始めた時、非常に熟したぶどうから作られる甘いワインが数十年来ドイツワインの最高傑作として確立されていた。この開発は1775年のシュペトレーゼワインの偶然の発見や1787年のアウスレーゼの指名の導入などにつながった。したがって、この開発によって簡単にブドウ果汁の糖度が測定でき、分けられるようになることはワイン醸造家にとって魅力的であった。

## 個人生活
キャロリーネ・ヴィルヘルミーネ・フリーデリケ・グメリン (1778年2月18日生まれ) と1803年12月8日に結婚し、5人の子供をもうけた。

## 著書
- Über den Gebrauch der Most- und Weinwaage ("On the use of must and wine balances"), 1836
- Praktische Anleitung zum Berechnen der Goldlegierung ... ("Practical manual for calculating gold alloys..."), 1844
- Kleines Handbuch für Goldarbeiter ("Small handbook for goldworkers"), 1860